# Jorge Duarte
Jorge Miguel Cordeiro Duarte (Fafe, 18 de Dezembro de 1974) é um futebolista português, que jogava habitualmente a médio.
No final da época 2007/2008 mudou-se do Leixões Sport Club para o Clube Desportivo das Aves.